# 21 (DIMENSIONのアルバム)
『21』(トゥエンティワン)はDIMENSIONのアルバム。

## 内容
ドラマーは石川雅春に加え、初参加の則竹裕之、田中栄二を迎えた。本作以降、数字のみの表記となる。レコーディングでは気持ちを一新して曲作りとレコーディングにも十分に時間を費やし、緻密にサウンドを構築していった結果、初期におけるキメの激しさと、これまでのキャリアで培った近未来的な要素をふんだんに盛りこみ、DIMENSION特有の新たなサウンド及びフィールドを完成した。増崎孝司曰く、レコーディングについては「製作期間が長いように感じられますが、実質的には3週間で一気に仕上げていきました」と、本作のコンセプトについては「自由な発想に身を任してます。今作に限らず、自分たちが聴きたい音楽、普通ではありえない組み合わせがDIMENSIONの音楽の基本。だから何でもあり」とコメントしている。本作は「ADLIB AWARDS 2008国内JAZZ/FUSION賞」を受賞した。

## 批評
CDジャーナルは「日本のジャズ／フュージョンシーンの中ではもはやリッパな老舗ブランドともいえる存在だが、躍動感に満ちたオープニング・ナンバーを聴くかぎり枯れ感も加齢臭もナシ」と評した。

## 収録曲
1. September Winds
2. Bud Man
3. Thril
4. That Day
5. The Last Word
6. Returns
7. They Are Back
8. Let Me Here
9. Recollections
10. Beyond The Sky
11. Silvery Snow

作曲・編曲：DIMENSION(#ALL)

## レコーディング参加
- 増崎孝司 - ギター、ベース
- 小野塚晃 - ピアノ、キーボード、ベース
- 勝田一樹 - サックス
  - 石川雅春 - ドラム(#5, 8, 9)
  - 則竹裕之 - ドラム(#1, 4, 6)
  - 田中栄二 - ドラム(#2)